# Obertyn
Obertyn (ukrainisch Обертин; russisch Обертин Obertin, polnisch Obertyn) ist eine Siedlung städtischen Typs in der Oblast Iwano-Frankiwsk in der westlichen Ukraine mit etwa 3100 Einwohnern (2017).

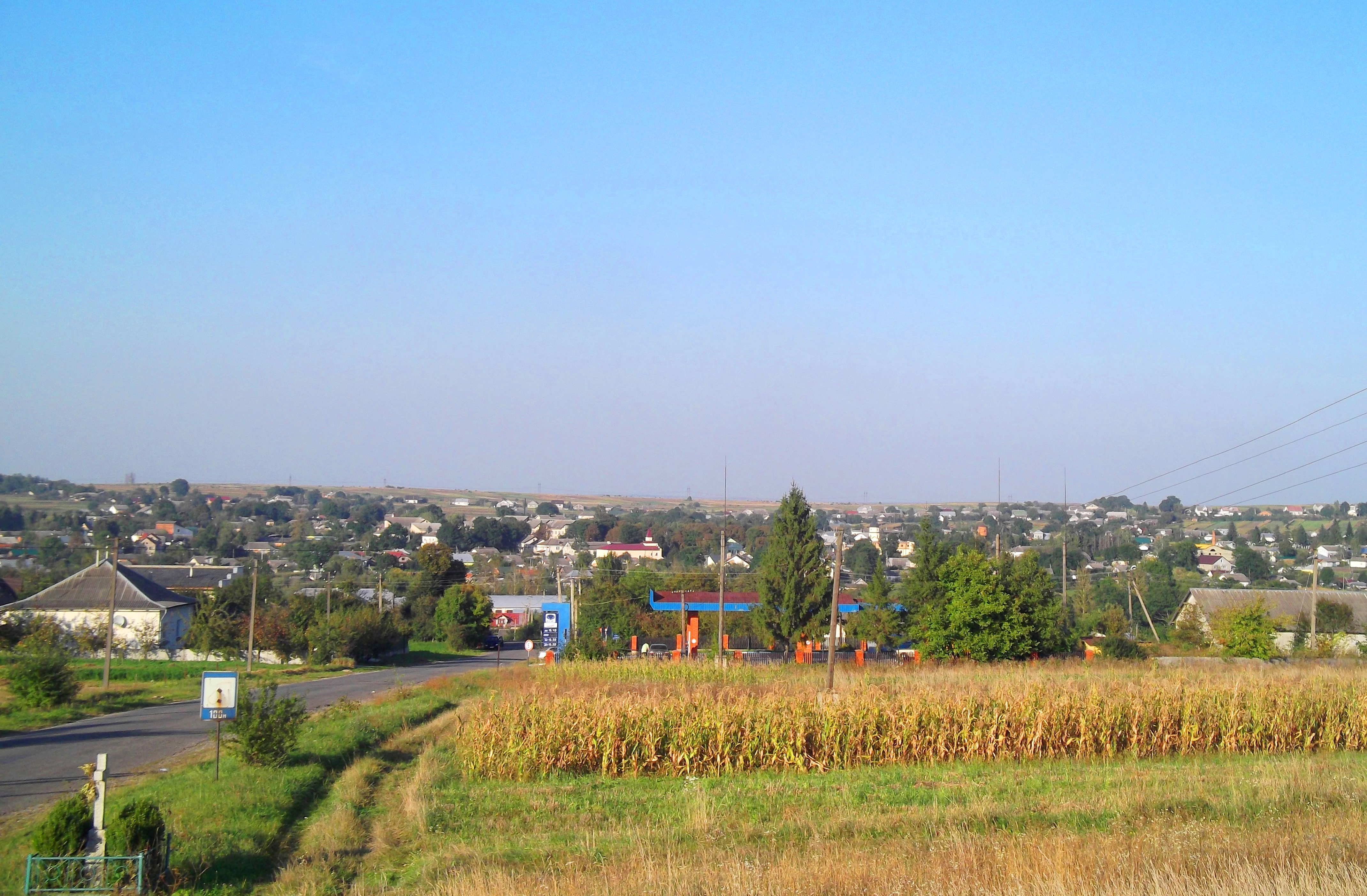
Blick auf die Siedlung

Obertyn liegt an der Regionalstraße P–20 etwa 50 km südöstlich der Stadt Iwano-Frankiwsk.
Am 12. Juni 2020 wurde die Siedlung zusammen mit 8 umliegenden Dörfern zum Zentrum der neugegründeten Siedlungsgemeinde Obertyn (Обертинська селищна громада/Obertynska selyschtschna hromada) im Rajon Iwano-Frankiwsk, bis dahin bildete sie zusammen mit dem Dorf Hontschariw (Гончарів) die Siedlungsratsgemeinde Obertyn (Обертинська селищна рада/Obertynska selyschtschna rada) im Süden des Rajons Tlumatsch.
Folgende Orte sind neben dem Hauptort Obertyn Teil der Gemeinde:
| Name                     | Name       | Name                    | Name       |
| ukrainisch transkribiert | ukrainisch | russisch                | polnisch   |
| ------------------------ | ---------- | ----------------------- | ---------- |
| Chotymyr                 | Хотимир    | Хотимир (Chotimir)      | Chocimierz |
| Hawryljak                | Гавриляк   | Гавриляк (Gawriljak)    | Hawrylak   |
| Harassymiw               | Гарасимів  | Гарасимов (Garassimow)  | Harasymów  |
| Hontschariw              | Гончарів   | Гончаров (Gontscharow)  | Hańczarów  |
| Jakiwka                  | Яківка     | Яковка (Jakowka)        | Jakóbówka  |
| Oleschtschyn             | Олещин     | Олещин (Oleschtschin)   | Dolinki    |
| Schabokruky              | Жабокруки  | Жабокруки (Schabokruki) | Żabokruki  |
| Schukiw                  | Жуків      | Жуков (Schukow)         | Żuków      |

## Geschichte
Nahe dem erstmals 1416 schriftlich erwähnten Dorf siegte am 22. August 1531 der polnische Heerführer Jan Tarnowski über ein moldauisches Heer unter Petru Rareș. Mehrere hohe Grabhügel sind in Richtung des Nachbarortes Chotymyr erhalten. 1772 kam der Ort zum österreichischen Galizien, von 1854 bis 1867 war er der Sitz des Bezirks Obertyn, danach wurde ein Bezirksgericht für den Bezirk Horodenka eingerichtet. Nach dem Ende des Ersten Weltkrieges kam der Ort wieder unter polnische Herrschaft und lag in der Woiwodschaft Stanislau, Powiat Horodenka, Gmina Obertyn. 1939/1945 wurde er dann ein Teil der Ukrainischen SSR innerhalb der Sowjetunion.
Während der deutschen Besatzung fand 1943 ein Massaker der deutschen Besatzer gegen die jüdische Bevölkerung des Ortes statt, bei dem diese erschossen oder bei lebendigem Leib in ihren Häusern verbrannt wurde. Nur ein Mädchen, Christina Carmi, hat das Massaker überlebt.
Seit dem Zerfall der Sowjetunion 1991 ist Obertyn ein Teil der unabhängigen Ukraine. Die Einwohnerzahl hat sich in den letzten 70 Jahren nicht wesentlich verändert. Ein Landmaschinenwerk wurde nach 1990 stillgelegt. Die römisch-katholische Kirche hat eine Kirchgemeinde eingerichtet und einen polnischen Priester entsandt.

## Persönlichkeiten
- Michael Kuchmiak CSsR (1923–2008), Apostolischer Exarch für Großbritannien der griechisch-katholischen Kirche